# Христо Мандалчев
Христо Мандалчев (Мандалче) е български просветен деец, предприемач и революционер, деец на Вътрешната македоно-одринска революционна организация.

## Биография
Христо Мандалчев е роден в град Енидже Вардар (Па̀зар), тогава в Османската империя, днес Яница, в Гърция, но по произход е от Мандалево. Занимава се с търговия, но активно участва и в дейността на ВМОРО. През 1904 година става жертва на гръцкия комитет в Енидже Вардар. В отговор са елиминирани няколко гъркомански дейци. Неговият син Иван Христов Мандалчев е също търговец и революционер от ВМОРО, а Атанас Мандалчев е измъчван при Обезоръжителната акция на младотурците от 1910 година. Атанас Мандалчев (р. 1877) е заможен шивач, грамотен, живее в общ дом със семейството си и семействата на братята си Димитър, Иван, Михаил и Васил.